# Анулов, Леонид Абрамович
Леони́д Абра́мович Ану́лов (настоящая фамилия Моско́вич; 28 июля 1897, Ганчешты, Кишинёвский уезд, Бессарабская губерния — 5 сентября 1974, Москва) — советский разведчик, организатор нелегальной агентурной сети (т. н. «Красной капеллы») в Швейцарии. Участник Первой мировой войны, Гражданских войн в России и Испании, боевых действий на Китайско-Восточной железной дороге (КВЖД). Кавалер орденов Ленина (1938) и Красного Знамени (1930).

## Биография
Родился в бессарабском местечке Ганчешты (впоследствии Котовск, теперь райцентр Хынчештского района Молдовы). В мае 1916 года вступил рядовым в Царскую армию, на протяжении 1916—1917 годов принимал участие в боевых действиях Первой мировой войны.
В 1918 году вступил в ряды Красной Армии, участвовал в боях Гражданской войны. В 1919 году вступил в РКП(б) и КП(б)У, а также окончил Третьи советские командные артиллерийские курсы в Одессе и в июле того же года был направлен в зарубежную командировку по линии разведывательного управления штаба Рабоче-крестьянской Красной армии (РККА). Участвовал в организации большевистского подполья в Бессарабии.
По возвращении в октябре 1922 года и до октября 1923 года был помощником уполномоченного контрразведывательного отдела ГПУ, в 1923 году принимал участие в подготовке «германского Октября», в 1924 году прошёл курсы усовершенствования по разведке при разведупре Четвёртого управления штаба РККА и с апреля по август 1925 года находился в распоряжении его разведывательного управления. С августа 1925 года по март 1926 года служил заведующим сектором и помощником начальника Второй части Второго отдела, с октября 1927 года и по июнь 1929 года — начальником сектора Второго отдела.
В 1929 году был заброшен в Китай как нелегальный резидент. Участвовал в боях на КВЖД, в 1930 году награждён орденом Красного Знамени. Возвратился в Москву в 1932 году. Был сотрудником Москпленбежа, в марте 1933 года поступил и в феврале 1935 года окончил командный факультет Военной академии механизации и моторизации Красной Армии имени И. В. Сталина, затем курсы иностранных языков при разведывательном управлении РККА.
В январе 1936 года получил чин майора и был направлен нелегальным резидентом в Испанию, оттуда во Францию и Швейцарию. Находясь во Франции организовал одну из трёх нелегальных агентурных сетей советской разведки в Швейцарии (так называемой «Красной тройки»). Фигурировавшая в более поздних документах как «Красная капелла» в Швейцарии, сеть Анулова (тогда известного как «Коля») поначалу базировалась на работе завербованного им швейцарского журналиста Отто Пюнтера («Пакбо»), затем Шандора Радо («Дора»). Двумя другими швейцарскими резидентурами занимались У. Кучински («Соня») и Р. Дюбендорфер («Сиси»).
В апреле 1938 года Анулов был отозван в Москву, награждён орденом Ленина, а в июне уволен из разведупра штаба РККА и арестован. Во главе швейцарской резидентуры стал Шандор Радо.
Осуждён на 15 лет исправительно-трудовых работ по статье «43б». Освобождён из лагеря в 1953 году, в ссылке до 1955 года. После освобождения жил в Москве. Умер в 1974 году, похоронен на Новодевичьем кладбище.